# Алексеевский сельсовет (Ташлинский район)
Алексеевский сельсовет — сельское поселение в Ташлинском районе Оренбургской области Российской Федерации.
Административный центр — село Алексеевка.

## История
Статус и границы сельского поселения установлены Законом Оренбургской области от 2 сентября 2004 года № 1424/211-III-ОЗ «О наделении муниципальных образований Оренбургской области статусом муниципального района, городского округа, городского поселения, установлении и изменении границ муниципальных образований».

## Население
| 2010 | 2012  | 2013  | 2014 | 2015  | 2016 | 2017 |
| ---- | ----- | ----- | ---- | ----- | ---- | ---- |
| 1023 | ↘1017 | ↘1016 | ↘992 | ↗1003 | ↘997 | ↘991 |
| 2018 | 2019  | 2020  | 2021 |       |      |      |
| ↘964 | ↘951  | ↘930  | ↘919 |       |      |      |

## Состав сельского поселения
| № | Населённый пункт | Тип населённого пункта       | Население |
| - | ---------------- | ---------------------------- | --------- |
| 1 | Алексеевка       | село, административный центр | ↘919      |